# Woodstockfestivalen 1999

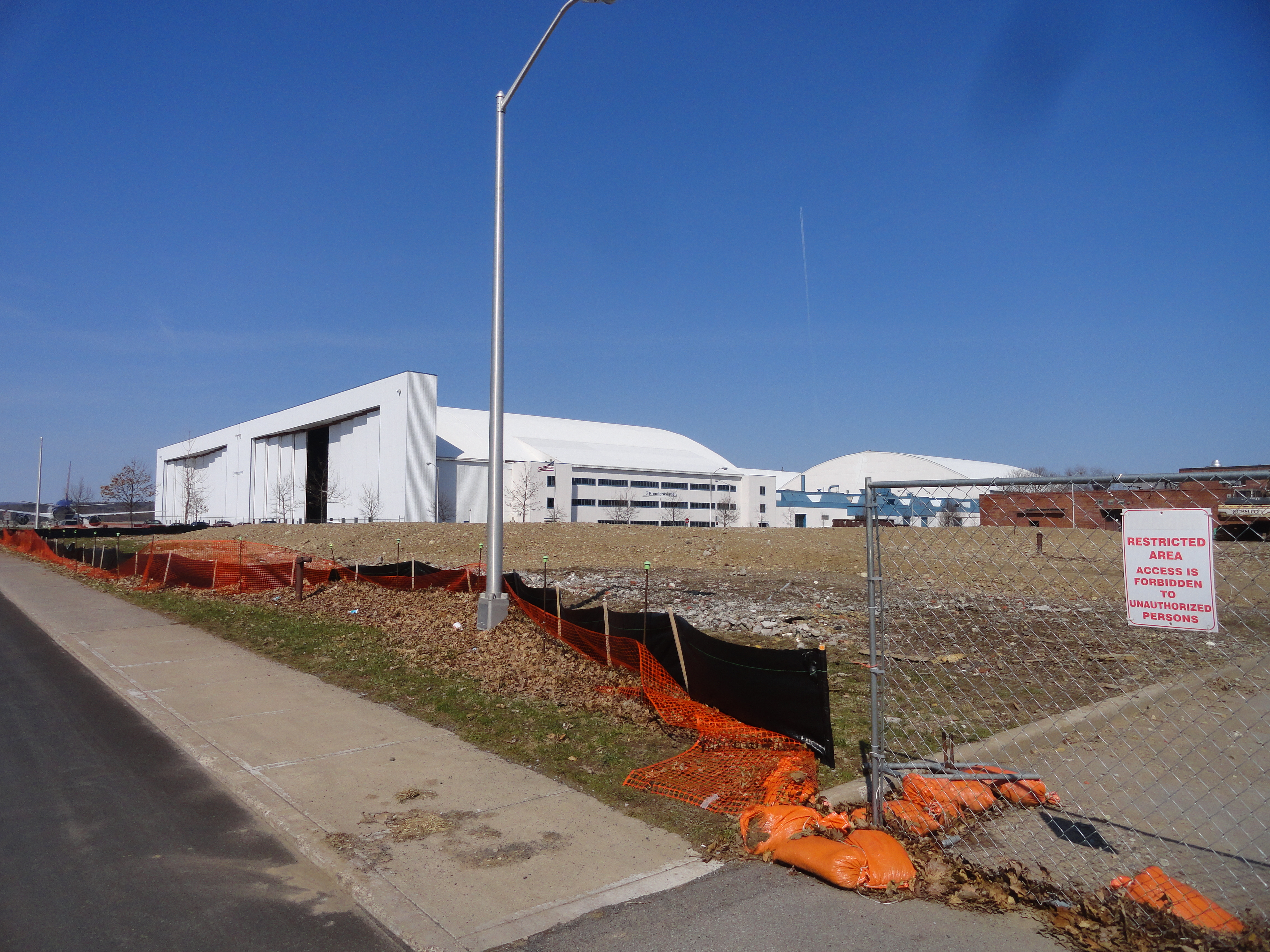
Hangarer vid Griffiss Airforce Base

Woodstockfestivalen 1999, eller Woodstock '99, var en fyra dagar lång musikfestival i Rome New York vid Griffiss Airforce Base. Festivalen har blivit känd för att, tillskillnad från sin föregångare Woodstockfestivalen 1969 som var en fredlig festival, urartat i våldsamheter, upplopp, tre personers död samt våldtäkter. En av gruppvåldtäkterna ägde rum i en mosh pit under ett Korn-framträdande.  Festivalen har i efterhand beskrivits som "dagen då 90-talet dog" samt "dagen då musiken dog". Orsakerna till upploppen var bland annat bristen på vatten, den höga temperaturen, bristen på logi, bristen på toaletter, dålig sanitet och det stora antalet besökare som beräknades mellan 250 000-400 000. Priset på vatten fyrdubblades under festivalens gång på grund av bristen därav. Medan Red Hot Chili Peppers framförde låten Under the Bridge försökte vissa deltagare tända eld på festivalen. Tidningen Rolling Stone valde att likna slutet av festivalen som boken Flugornas herre.  Bland band och artister som uppträdde kan nämnas Alanis Morissette, Limp Bizkit, Offspring, James Brown, Megadeth och Metallica. Limp Bizkit var ett av banden som i efterhand har skuldbelagts för att ha bidragit till våldsamheterna då sångaren Fred Durst under låten Break Stuff uppmanat publiken att få ut sin negativa energi. Något sångaren själv menar missuppfattades av delar av publiken då denne själv inte hade för avsikt att starta upplopp eller var medveten om att risken fanns.